# Solange Amaral
Solange Amaral OMM (Rio de Janeiro, 3 de junho de 1953), é uma psicóloga e política brasileira filiada ao União Brasil (UNIÃO). Pelo Rio de Janeiro, foi deputada federal e estadual por dois mandatos. Na capital, foi presidente do Instituto Municipal de Proteção e Defesa do Consumidor em duas ocasiões durante o governo Paes.

## Biografia
Formada em psicologia pela Pontifícia Universidade Católica do Rio de Janeiro, começou sua carreira política na década de 70, quando Superintendente da Legião Brasileira de Assistência (LBA) e ajudou na implementação das primeiras creches comunitárias em centenas de municípios brasileiros. Foi Secretária Estadual de Trabalho e Ação Social. Em 1993, torna-se sub prefeita da cidade do Rio de Janeiro. Em 1994, elege-se pela primeira vez deputada estadual pelo Partido Verde (PV).
Em 1998, reelege-se como deputada estadual pelo Partido da Frente Liberal (PFL, atual DEM). Em 2002, candidata-se ao governo do estado do Rio de Janeiro pelo PFL, terminando em 4.º lugar. Entre 2001 e 2006, com exceção do período que foi candidata ao governo, coordenou o programa Favela-Bairro, quando secretária municipal de Habitação do Rio de Janeiro.
Em 2001, como deputada, Amaral foi admitida pelo presidente Fernando Henrique Cardoso à Ordem do Mérito Militar no grau de Oficial especial.
Em 2006, é eleita deputada federal com 101 428 votos para o período 2007-2011. Em 2008, candidatou-se à prefeitura do Rio de Janeiro, ficando em sexto lugar com cerca de 128 mil votos (3,92% do total).
Em 2011, foi nomeada pelo prefeito Eduardo Paes como secretária municipal extraordinária de Proteção e Defesa do Consumidor do Rio de Janeiro. Recriado como instituto (PROCON-Carioca) em 2015, Solange tornou-se sua presidente. Pediu sua exoneração em abril de 2016, porém retornou em outubro do mesmo ano e permaneceu até o fim do mandato de Paes.
Desfiliou-se do DEM em 2011 em protesto contra a forma com a qual o ex-prefeito do Rio de Janeiro César Maia conduzia o diretório local.